# Воскодави
Воскодави — село в Україні, у Гощанській селищній громаді Рівненського району Рівненської області, розташоване на правому березі річки Горинь.
Площа населеного пункту становить 151.2 га, населення на початок 2023 року — 599 чоловік.
Воскодави знаходяться на відстані 8 км від центру громади та 35 км — від обласного центру. Село надвоє розділяє автошлях Тучин — Гоща. Раніше було центром Воскодавської сільської ради, наразі у складі Гощанської селищної громади.

## Назва
Назва села походить від роду занять перших поселенців, які займались воскодавством. За уривками переказів, що залишились з давнини, ці землі колись славились природним бджолярством (бортництвом). Ремісники–воскодавці готували віск для монастирських свічників.

## Історія
Своїм корінням село сягає у добу бронзи та раннього заліза. Біля Воскодав на невисокому мисі правого берега Горині в урочищах Загорбів та Залужжя було знайдено кам'яні сокири, серп, скребці, наконечники стріл. Це залишки багатошарового поселення городоцько-здовбицької культури, могилянської групи початку залізної доби, милоградської культури та давньоруського поселення.
Вперше Воскодави згадуються в 1468 році з приводу того, що село «Петрашко держав». Однак, не вдалось з'ясувати особу цього Петрашка. Можливо, це один з прихильників польсько-литовських королів, яким за особливі заслуги перед можновладцями роздаровували українські землі разом з населенням.
Згідно з реєстром Луцького повіту 1580 р. село належало пану Кердею Мнишинському, а пізніше, в 1583 р., Воскодави вже були власністю Івана Кирдея Мильського.
У XVII столітті деякий час Воскодави належали українському магнату Юрію Немиричу. Невдовзі за участь в аріанстві Ю. Немирича почала переслідувати польська влада, його позбавили значної кількості маєтків і засудили до вигнання з Речі Посполитої. Тоді Воскодави були передані іншим власникам.
Відомо, що 1649 року власником Воскодавів був Адам Кисіль, а якийсь час село було у власності Любомирських. У 1770 році котрийсь з родичів Ю. Немирича викупив маєток, розбудував Воскодави, збудував там палац і заклав парк з диковинних і довгоростучих дерев та кущів.
Мабуть, за Немиричів біля панського маєтку було встановлено і скульптуру Івана Хрестителя. Ця пам'ятка простояла близько двох століть, і лише в середині XX століття, під час реконструкції шляху на Тучин, була зруйнована.
Пізніше маєток відійшов до родини Єловицьких. В середині XIX століття Анастасія з Єловицьких Дідушицька з чоловіком Ізидором довели маєток до цілковитої руїни — від примусового продажу село врятувала виключна добровільна допомога сусідів Дідушицьких. Певний час маєтністю володів брат Анастасії Адольф, а останніми власниками Воскодавів були дочки Адольфа Єловицького: Марія, дружина князя Адама Любомирського з Рівного, та Ядвіга, дружина князя Станіслава Любомирського з Крушини.
Наприкінці XIX століття у Воскодавах було 90 домогосподарств, де мешкало 653 особи.
12 червня 2020 року, відповідно до розпорядження Кабінету Міністрів України № 722-р від «Про визначення адміністративних центрів та затвердження територій територіальних громад Рівненської області», увійшло до складу Гощанської селищної громади.
19 липня 2020 року, в результаті адміністративно-територіальної реформи та ліквідації Гощанського району, село увійшло до складу новоутвореного Рівненського району.

## Населення

### Мова
Розподіл населення за рідною мовою за даними перепису 2001 року:
| Мова       | Кількість | Відсоток |
| ---------- | --------- | -------- |
| українська | 648       | 99.54%   |
| російська  | 3         | 0.46%    |
| Усього     | 651       | 100%     |

## Архітектурні пам'ятки

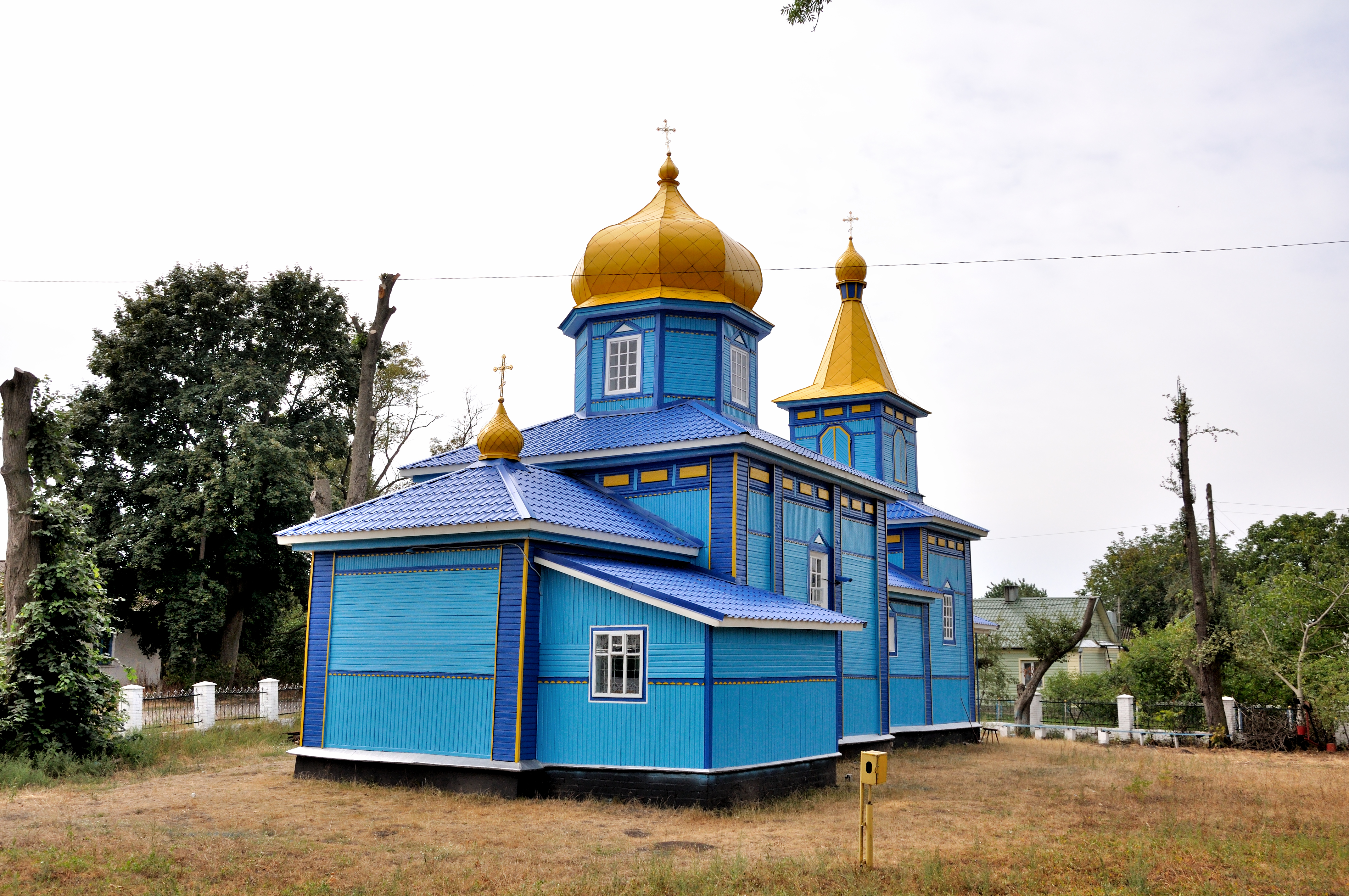
Церква Покрови Пресвятої Богородиці, Українська Православна церква, Київський Патріархат.

З давніх пам'яток культури у селі нині залишилася лише дерев'яна церква Покрови Пресвятої Богородиці, збудована у XVIII столітті, в 1883 році — обновлена. Палац та інші панські приміщення були вщент знищені в період «безвластя» перед німецькою окупацією. Тоді ж було вирубано і дерева у парку.
Коли і ким була побудована Воскодавська церква на честь Покрови Пресвятої Богородиці, не відомо. Однак історичні дослідження свідчать про те, що у 1610 році вона була греко-католицькою. Відомо, що участь у її утриманні брали князі Іван Кирдей-Мильський, Любомирський, Єловицький.
Як засвідчують перекази, підтверджені документами, у 1770 році в селі з радістю зустріли православного князя Костянтина Немирича, який викупив багату садибу та навколишні землі і взявся господарювати. Насамперед поновив насадження в розлогому парку, наповнив його диковинними деревами і квітучими кущами. Імовірно, що саме за Костянтина Немирича неподалік панського маєтку, на пагорбі, було встановлено скульптуру Івана Хрестителя.
Ця пам'ятка простояла в межах двох століть і була зруйнована в середині XX століття під час реконструкції і виправлення дороги на Тучин.
На кінець XVIII століття стара церква стала затісною для парафіян. Вони почали збирати кошти на її розширення чи зведення просторішої. А князь Немирич 14 липня 1773 року під це будівництво виділив земельну ділянку. Однак немає документального підтвердження, що вона була використана за призначенням. Невідомо з яких причин, але церква Покрови Пресвятої Богородиці села Воскодави чомусь випала з поля зору дослідників духовних закладів Волині XVIII століття. Однак у XVIII столітті дерев'яна церква у Воскодавах уже стояла на кам'яному фундаменті, покрита листовим залізом. А в 1883 році парафіяни її ретельно поновили. Віднайдено також інформацію, що копії церковних метричних книг зберігалися з 1806 по 1863 роки у Мнишинській церкві, а потім їх передали до Коростятинської церкви. На той час за церквою було закріплено майже 10 десятин орних ґрунтів та 6 десятин болотистих сінокосів (одна давня десятина дорівнює 1,09 гектара площі).
У 1883 році при реконструкції старої церкви було перебудовано її дерев'яне приміщення, яке виконали за модерним волинським стилем на три яруси, з головним куполом і спільною дзвіницею на вході. Церква тепер могла вмістити близько 250 парафіян. Громада подала прохання до вищого духовного керівництва краю про від'єднання своєї церкви від Костянтинської парафії та надання права утворити власну парафію, що і було зроблено дещо пізніше. Деякий час замість дзвонів парафіяни користувалися підвішеними кусками співучих металевих пластин, та з часом церкву впорядкували краще. Зокрема, на стінах був зроблений розпис олійними фарбами на релігійні сюжети, нанесли срібне й золоте оздоблення на Царські ворота, засяяло вогнями нове панікадило. Судячи з написів, залишених на стінах дзвіниці, церкву багато років якісно відновляли, фарбували, міняли покрівлю даху, куполів.
Наприкінці XX століття релігійна громада церкви Покрови Пресвятої Богородиці реєструвалася і вносила зміни до свого статуту: перший раз 25 вересня 1991 року, другий — 30 серпня 1996 року. Відтоді в церкві виконуються служби Божі та православні ритуали на державній мові. Впродовж 1806—1863 роках церква належала до Млинівської парафії Острозького повіту. Відомості про сповідь парафіянами зберігаються в церкві з 1863 року, а опис церковного майна — з 1986 року. В архіві Волинської духовної консисторії зберігається план церковного приміщення від 14 червня 1773р, що був зроблений власником села Немиричем.
Існує гіпотеза, що станом на 1593 рік церква відносилась до Дорогобузького Іллінського монастиря. За описом церква — дерев'яна, з такою ж дзвіницею на кам'яному підмурівку, покрита бляхою. Підлога в храмі дерев'яна, стелі — плоскі і склепінчасті поштукатурені, вкриті розписами, внутрішня поверхня стін поштукатурена і розписана.  Зовні обшальована струганими дошками, вифарбована в синій колір.
Тоді ж було вирубано і дерева у парку.
На території села є також історико-культурна спадщина: Братська могила часів німецько-радянської війни — 1941 рік (дата відкриття — 1969 рік), Могила невідомого солдата — 1944 рік (дата відкриття — 1968 рік) та Пам'ятний знак землякам, які загинули у німецько-радянській війні 1941—1945 років (дата відкриття — 1964 рік)

## Пам'ятки природи
До природних пам'яток села можна віднести 300-літній в'яз та два 100-літні дуби. А в урочищі Ли́соха виявлено два види звіробою, які занесені до Червоної книги України.

## Соціальна сфера
У Воскодавах функціонують:

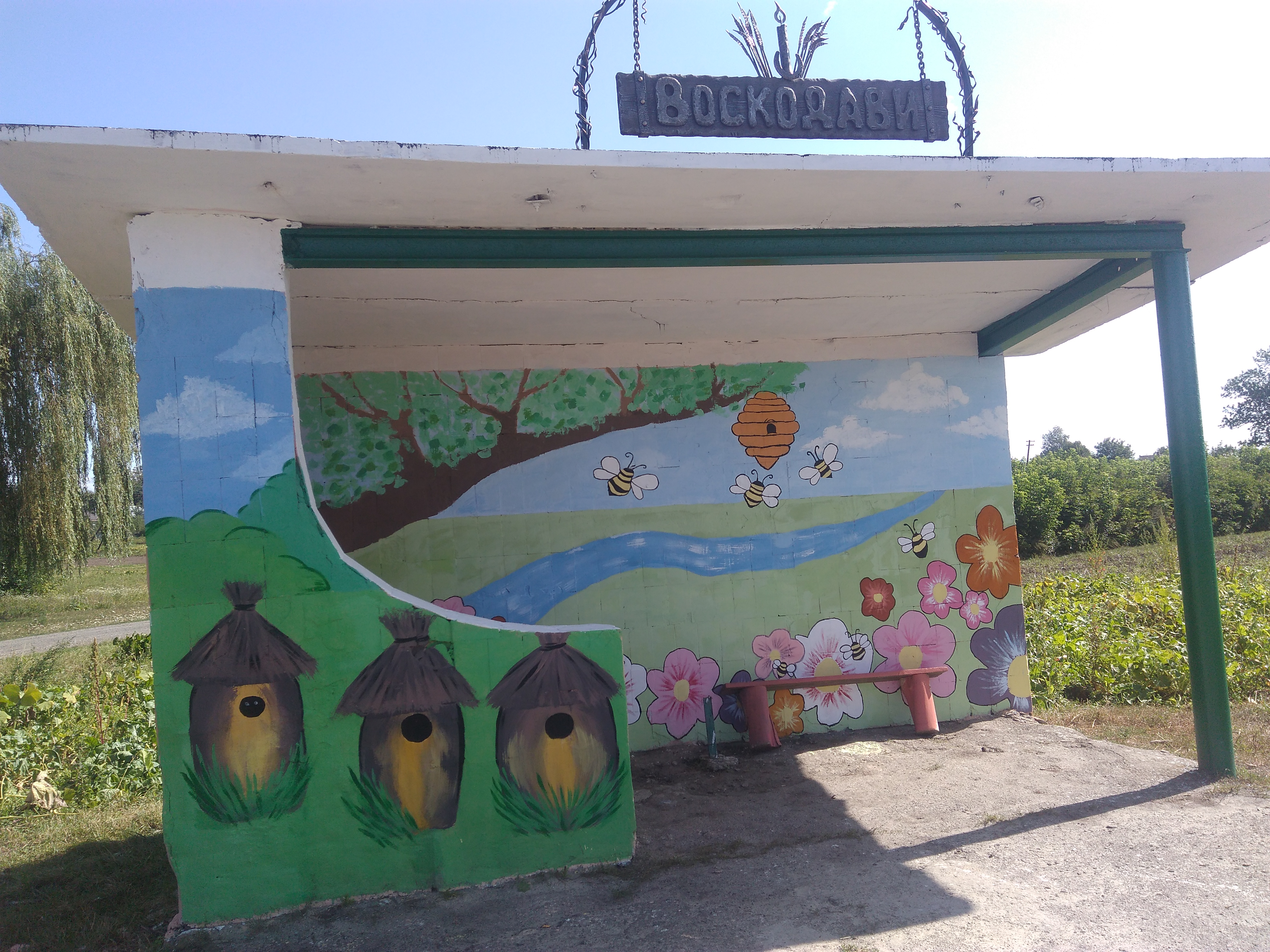
Зупинка «Воскодави»

- сільська рада (Голова сільської ради Ющук О. А.);
- школа (НВК І-ІІІ ступенів (директор — Токарець А. І.);
- дошкільний навчальний заклад;
- будинок культури (Троцька В. П);
- бібліотека (Негодюк М.);
- фельдшерсько-акушерський пункт (Веренько С. П.);
- пошта.

На території сільської ради в радянські часи функціонував колгосп «Горинь», який був одним з найкращих у Гощанському районі. 
В 1998 році в селі була здана в експлуатацію дамба на річці Горинь, на відкритті якої був присутній тогочасний прем'єр-міністр України В. Пустовойтенко.
У 2006 році Воскодави було газифіковано.

### Підприємства
- Підприємство з обробки природного каменю (ПП Поліщук).
- Підприємство з сушіння зернових культур (ПП Бондар).
- Виробниче підприємство з деревообробки (ПП Іванніков).
- Ковбасний цех (ПП Покровський В. Є.).

## Відомі люди
- Перший голова колгоспу — П. Ковальчук.
- Перший голова сільської ради — А. Годун.
- Перший сільський вчитель — В. Олександрович.
- Голова Гощанської районної ради — Олександр Поліщук (з 2015 року).
- Майстер художнього кування — Максим Марчук, має нагороди з фестивалів у Рівному, Івано-Франківську.
- Старожил села — Вознюк Іван Дмитрович (нар. 1916).